# W-34
W-34 — тральщик Імперського флоту Японії, який взяв участь у Другій світовій війні.
Корабель, який належить до типу W-19, спорудили у 1944 році на верфі Ishikawajima Zosensho в Токіо.
Після проходження тренувань у метрополії W-34 вирушив до Південно-Східної Азії для служби в 10-й спеціальній військово-морській базі. 6—12 липня 1944-го тральщик супроводив конвой MOMA-02 на першій ділянці маршруту від Японії до Такао (наразі Гаосюн на Тайвані), а 14—19 липня пройшов у ескорті конвою TAMA-21C з Такао до Маніли. В останньому випадку підводні човни потопили 6 транспортів (на одному перебувало більш як 4 тисячі військовослужбовців, проте в підсумку загинуло менш як тисяча) і кілька разів W-34 доводилось провадити рятувальні роботи та контратаки глибинними бомбами (останні, втім, виявились безрезультатними). 23—28 липня тральщик ескортував конвой MASA-09 з Маніли до Сайгону (наразі Хошимін у В'єтнамі), після чого 1—5 серпня супроводив три транспорти до Сінгапуру.
Далі до кінця лютого 1945-го W-34 ніс патрульно-ескортну службу з базуванням на Сінгапурі, під час якої також відвідував порти Пенанг (західне узбережжя півострова Малакка), Белаван та Сабанг (північна Суматра), Сайгон.
У другій половині жовтня 1944-го тральщик виконував завдання із забезпечення діяльності головних сил флоту, які вирушили для протидії висадці союзників на Філіппіни й зазнали розгрому в битві в затоці Лейте. Втім, сам W-34 не наближався до району бойових дій, а лише тричі виконав кругові рейси з Сінгапуру до Брунею — з 18 по 25 жовтня (разом з кількома есмінцями ескортував до Брунею два танкери), з 26 жовтня по 3 листопада (W-34 спершу доправив певну амуніцію, обладнання та персонал для двох важких крейсерів — «Хагуро» і пошкодженого «Мьоко», а потім супроводив їх з Брунею до Сінгапуру) та з 4 по 11 листопада (ескортував із Брунею пошкоджений важкий крейсер «Такао»).
19—22 листопада 1944-го W-34 супроводжував на більшій частині маршруту конвой, який рушив із Сінгапуру до Пангкаланбрандан (північно-східне узбережжя Суматри). При цьому британський підводний човен HMS Stratagem потопив одне з суден, а за три доби сам був потоплений мисливцем CH-35, що приєднався до охорони конвою після втрати транспорту.
З 16 по 25 грудня 1944-го W-34 виконував завдання з охорони важкого крейсера «Мьоко», який був пошкоджений підводним човном і прямував на буксирі з району Індокитаю до Сінгапуру.
1—7 лютого 1945-го W-34 супроводив конвой SASHI-41C з Сайгону до Сінгапуру, при цьому ворожа субмарина потопила один із транспортів.
На початку березня 1945-го W-34 опинився у Сурабаї (головний порт на сході острова Ява). 8—13 березня тральщик здійснив звідси круговий транспортний рейс до Купангу (острів Тимор), а наприкінці місяця ескортував конвой до Макассару (південно-західний півострів острова Сулавесі), після чого повернувся на Яву.
4 квітня 1945-го W-34 вийшов з Сурабаї у складі загону легкого крейсера «Ісудзу», що мав завдання перевезти велику кількість військовослужбовців до Купангу та на острів Сумбава. 5 квітня загін вдало розвантажився на Тиморі й наступної доби рушив до другого острова, при цьому за ним уже полювали 4 підводні човни союзників. Втім, того ж 6 квітня «Ісудзу» висадив бійців на Сумбаві та попрямував назад. Крейсеру вдалось уникнути торпед першої субмарини (хоча одна з них уразила тральщик W-12), проте вранці 7 квітня два інші підводні човни торпедували та потопили «Ісудзу», після чого W-34 разом з торпедним човном врятували чотири з половиною сотні моряків з екіпажу крейсера (а от проведена ними контратака глибинними бомбами виявилась безрезультатною). 8 квітня W-34 повернувся до Сурабаї.
20 травня 1945-го W-34 рушив до Макассару, маючи завдання доправити звідти назад у Сурабаю дві з половиною сотні військовослужбовців та певний вантаж. Вночі 21 травня американський підводний човен «Чаб» випустив 5 торпед по цілі, що була виявлена сонаром. Одна з торпед уразила W-34, який затонув за 5 хвилин. При цьому вдалось підібрати 78 членів екіпажу тральщика, більш ніж половина з яких були поранені.